# Рафинья (футболист, 1996)
Рафаэл Диас Беллоли (порт.-браз. Raphael Dias Belloli) более известный, как Рафи́нья (порт.-браз. Raphinha; род. 14 декабря 1996, Порту-Алегри) — бразильский футболист, вингер испанского клуба «Барселона» и сборной Бразилии.

## Клубная карьера

### «Витория Гимарайнш»

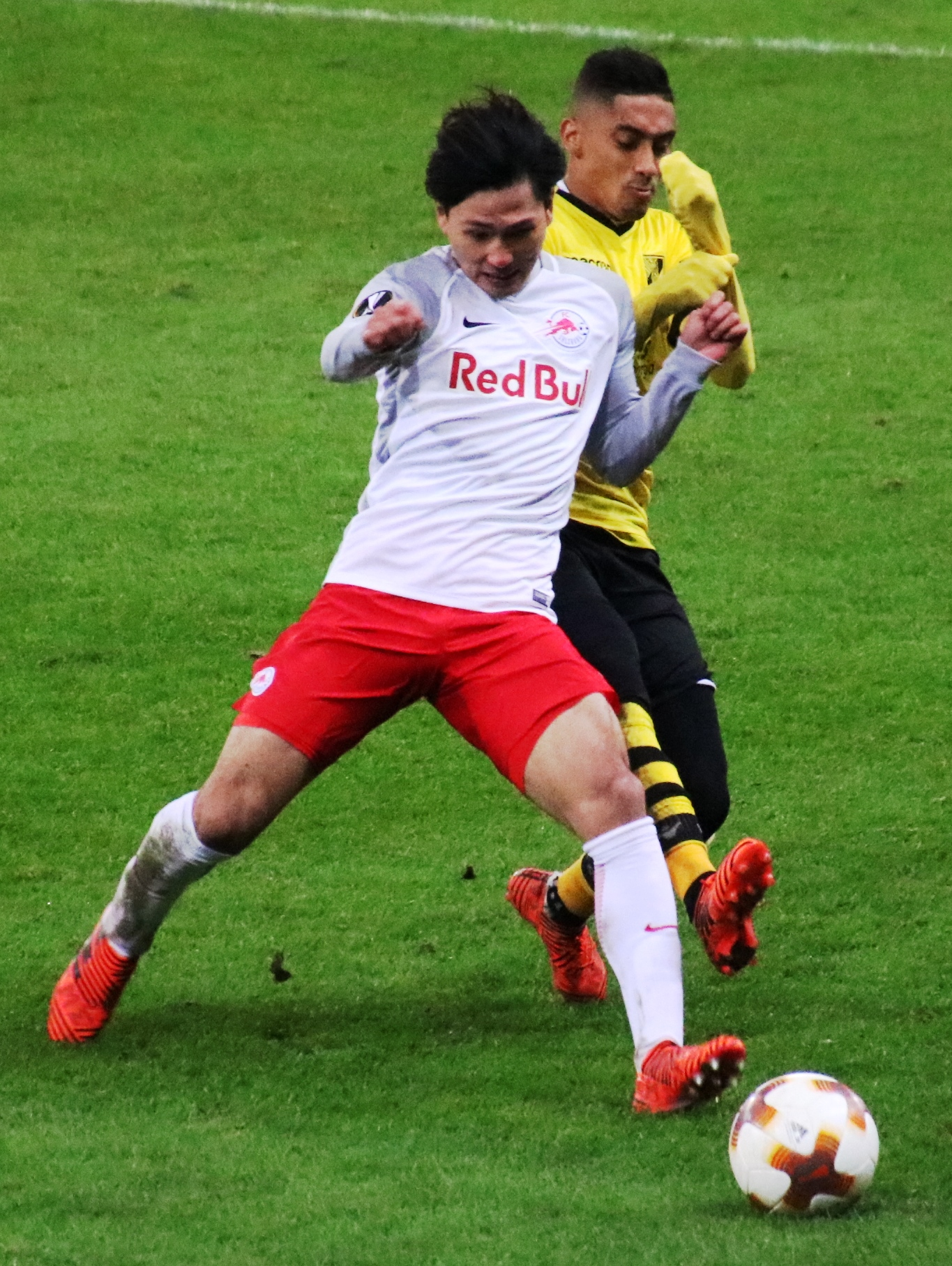
Рафинья (справа) в составе «Витории» в ноябре 2017 года

Рафинья — воспитанник клуба «Аваи». В начале 2016 года он перешёл в португальский клуб «Витория Гимарайнш». Для получения игровой практики Беллоли начал выступать за дублёров. 7 февраля в поединке против «Ольяненсе» он дебютировал в Сегунда лиге. 13 марта в матче против «Пасуш де Феррейра» он дебютировал в Сангриш лиге. 20 августа в поединке против «Маритиму» Рафинья забил свой первый мяч за «Виторию Гимарайнш». В 2018 году он забил 15 мячей и стал лучшим бомбардиром команды.

### «Спортинг» Лиссабон
Летом того же года Рафинья перешёл в лиссабонский «Спортинг». Сумма трансфера составила 6,5 млн евро. 12 августа в матче против «Морейренсе» он дебютировал за новый клуб. В сентябре в поединке Лиги Европы против азербайджанского «Карабаха» Рафинья забил свой первый гол за «Спортинг». По итогам сезона он помог клубу выиграть Кубок Португалии.

### «Ренн»
Летом 2019 года Рафинья перешёл во французский «Ренн». Сумма трансфера составила 21 млн евро, что стало для клуба рекордной суммой. 14 сентября в матче против «Бреста» он дебютировал в Лиге 1. 10 ноября в поединке против «Амьена» нападающий забил свой первый мяч за «Ренн».

### «Лидс Юнайтед»
В 2020 году Рафинья подписал контракт на 4 года с английским «Лидс Юнайтед». Сумма трансфера составила 20 млн евро. 19 октября в матче против «Вулверхэмптон Уондерерс» он дебютировал в английской Премьер-лиге. 28 ноября в поединке против «Эвертона» нападающий забил свой первый мяч за «Лидс Юнайтед».

### «Барселона»
15 июля 2022 года перешёл в испанский клуб «Барселона» за 50 млн фунтов, ещё 5 млн фунтов предусмотрены в виде бонусов. 19 июля 2022 года он дебютировал за «каталонцев» в товарищеском матче против «Интер Майами», где забил мяч и отдал две голевые передачи.
10 апреля 2024 года сделал дубль в ворота «Пари Сен-Жермен» в гостевом матче Лиги чемпионов (3:2). Через неделю забил и в домашнем матче, но «Барселона» проиграла 1:4 и вылетела из турнира на стадии 1/4 финала.
31 августа 2024 года в домашнем матче чемпионата Испании против «Вальядолида» (7:0) сделал хет-трик и отдал одну голевую передачу.
23 октября 2024 года в домашнем матче общего этапа Лиги чемпионов против «Баварии» (4:1) сделал хет-трик; до него мюнхенцы пропускали три мяча в одном матче главного клубного турнира Европы только от Криштиану Роналду, Серхио Агуэро и Роя Макая.
22 мая 2025 года Рафинья продлил контракт с «Барселоной» до 30 июня 2028 года.

## Карьера в сборной
8 октября 2021 года в отборочном матче чемпионата мира 2022 против сборной Венесуэлы Рафинья дебютировал за сборную Бразилии. 15 октября в отборочном поединке против сборной Уругвая он сделал «дубль», забив свои первые мячи за национальную команду.
В ноябре 2022 года был включён в заявку сборной Бразилии на чемпионат мира в Катаре. На турнире был основным правым вингером бразильцев.

## Достижения

### Командные
«Спортинг» (Лиссабон)
- Обладатель Кубка Португалии: 2018/19
- Обладатель Кубка Португальской лиги: 2018/19

«Барселона»
- Чемпион Испании (2): 2022/23, 2024/25
- Обладатель Кубка Испании: 2024/25
- Обладатель Суперкубка Испании (2): 2023, 2025

### Личные
- «Открытие года» в клубе «Витория» (Гимарайнш): 2017[23]
- Вошёл в символическую сборную Кубка Америки: 2024[24]
- Игрок месяца Ла Лиги: август 2024[25]
- Лучший игрок финала Суперкубка Испании: 2025[26]
- Игрок сезона Ла Лиги: 2024/25[27]
- Вошëл в символическую сборную сезона Ла Лиги: 2024/25[28]
- Лучший бомбардир Лиги чемпионов УЕФА: 2024/25 (13 голов)[29]
- Вошëл в символическую сборную сезона Лиги чемпионов УЕФА: 2024/25[30]

## Статистика

### Клубная статистика
| Выступление         | Выступление      | Выступление      | Лига | Лига | Кубки | Кубки | Еврокубки | Еврокубки | Итого | Итого |
| Клуб                | Лига             | Сезон            | Игры | Голы | Игры  | Голы  | Игры      | Голы      | Игры  | Голы  |
| ------------------- | ---------------- | ---------------- | ---- | ---- | ----- | ----- | --------- | --------- | ----- | ----- |
| Витория Гимарайнш   | Примейра         | 2015/16          | 1    | 0    | 0     | 0     | 0         | 0         | 1     | 0     |
| Витория Гимарайнш   | Примейра         | 2016/17          | 32   | 4    | 9     | 0     | 0         | 0         | 41    | 4     |
| Витория Гимарайнш   | Примейра         | 2017/18          | 32   | 15   | 5     | 3     | 6         | 0         | 43    | 18    |
| Витория Гимарайнш   | Итого            | Итого            | 65   | 19   | 14    | 3     | 6         | 0         | 85    | 22    |
| Спортинг (Лиссабон) | Примейра         | 2018/19          | 24   | 4    | 8     | 2     | 4         | 1         | 36    | 7     |
| Спортинг (Лиссабон) | Примейра         | 2019/20          | 4    | 2    | 1     | 0     | 0         | 0         | 5     | 2     |
| Спортинг (Лиссабон) | Итого            | Итого            | 28   | 6    | 9     | 2     | 4         | 1         | 41    | 9     |
| Ренн                | Лига 1           | 2019/20          | 22   | 5    | 4     | 2     | 4         | 0         | 30    | 7     |
| Ренн                | Лига 1           | 2020/21          | 6    | 1    | 0     | 0     | 0         | 0         | 6     | 1     |
| Ренн                | Итого            | Итого            | 28   | 6    | 4     | 2     | 4         | 0         | 36    | 8     |
| Лидс Юнайтед        | Премьер-лига     | 2020/21          | 30   | 6    | 1     | 0     | 0         | 0         | 31    | 6     |
| Лидс Юнайтед        | Премьер-лига     | 2021/22          | 35   | 11   | 1     | 0     | 0         | 0         | 36    | 11    |
| Лидс Юнайтед        | Итого            | Итого            | 65   | 17   | 2     | 0     | 0         | 0         | 67    | 17    |
| Барселона           | Ла Лига          | 2022/23          | 36   | 7    | 7     | 2     | 7         | 1         | 50    | 10    |
| Барселона           | Ла Лига          | 2023/24          | 28   | 6    | 2     | 1     | 7         | 3         | 37    | 10    |
| Барселона           | Ла Лига          | 2024/25          | 36   | 18   | 7     | 3     | 14        | 13        | 57    | 34    |
| Барселона           | Ла Лига          | 2025/26          | 1    | 1    | 0     | 0     | 0         | 0         | 1     | 1     |
| Барселона           | Итого            | Итого            | 101  | 32   | 16    | 6     | 28        | 17        | 145   | 55    |
| Всего за карьеру    | Всего за карьеру | Всего за карьеру | 287  | 80   | 45    | 13    | 42        | 18        | 374   | 111   |

1. ↑  В графу «Кубки» входят игры и голы в национальных кубках, кубках лиги и суперкубках.

### Голы за сборную Бразилии
| # | Дата             | Место                               | Матч | Противник | Счёт | Итог | Соревнование              |
| - | ---------------- | ----------------------------------- | ---- | --------- | ---- | ---- | ------------------------- |
| 1 | 14 октября 2021  | Арена да Амазония, Манаус, Бразилия | 3    | Уругвай   | 2:0  | 4:1  | Отборочный турнир ЧМ 2022 |
| 2 | 14 октября 2021  | Арена да Амазония, Манаус, Бразилия | 3    | Уругвай   | 3:0  | 4:1  | Отборочный турнир ЧМ 2022 |
| 3 | 1 февраля 2022   | Минейран, Белу-Оризонти, Бразилия   | 7    | Парагвай  | 1:0  | 4:0  | Отборочный турнир ЧМ 2022 |
| 4 | 27 сентября 2022 | Парк де Пренс, Париж, Франция       | 11   | Тунис     | 1:0  | 5:1  | Товарищеский матч         |
| 5 | 27 сентября 2022 | Парк де Пренс, Париж, Франция       | 11   | Тунис     | 4:1  | 5:1  | Товарищеский матч         |